# Verbascum grandicalyx
Verbascum grandicalyx är en flenörtsväxtart som beskrevs av Lajos von Simonkai. Verbascum grandicalyx ingår i släktet kungsljus, och familjen flenörtsväxter. Inga underarter finns listade i Catalogue of Life.